# وبل (الرستاق)
وبل منطقة سكنية تقع في ولاية الرستاق، التابعة لمحافظة جنوب الباطنة في سلطنة عمان. يقدر عدد سكانها بـ 1094 نسمة حسب إحصاء عام 2010 التابع للمركز الوطني للإحصاء والمعلومات الحكومي. رمز المنطقة هو 70110040.

## قرية وبل هي إحدى قرى ولاية الرستاق، تقع في الركن المحاذي لجبال وادي معول شرقًا، تبعد مركز الولاية بحوالي 5 كم. تُعد من أقدمى الولاية تاريخيًاعود تأسيسها للعرب البائدة ممن استوطنوا جز العرب كطسم وجديس وصحار ووبال. تضم العديد من الآثار والشواهد التاريخية التي يعود بعضها للألفية الثالثة ق.م. كما تم مؤخرًا اكتشاف العديد من اللقى الأثرية النادرة التي تعود لبداية العصر الحديدي المبكر. تشتهر أيضًا بوجود بعض المزارات السياحية كعقد المنيت وشلال المطراح، والحارات الثلاثة بمنطقة العين، بالإضافة إلى عدد من المساجد الأثرية التي يعود بعضها للقرن التاسع الهجري. يوجد بها في الوقت الحاضر العديد من المرافق الخدمية والمجتمعية كالجامع والسبلة العامة ومدرسة تحفيظ القرآن الكريم وبعض المنشآت الشبابية. يُقدر عدد سكانها اليوم بحوالي 1094 نسمة (إحصاء 2012).
- قائمة مدن سلطنة عمان

## الوصلات الخارجية
- المركز الوطني للإحصاء والمعلومات، سلطنة عمان